# Adakbäcken
Adakbäcken är ett vattendrag i sydöstra Lappland i Sverige. Biflöde till Skeppträskån, Malå kommun. Adakbäcken rinner upp strax nordväst om Adak och strömmar åt sydsydost, mestadels parallellt med Skeppträskån där den slutligen mynnar cirka 10 km norr om Malå. Längd ca 15 km.